# Steven O'Hara
Steven O'Hara (Bellshill, 17 juli 1980) is een professioneel golfer uit Schotland.

## Amateur
O'Hara zat van 1997 - 2001 in de nationale selectie.

#### Gewonnen
- 1998: British Boys Championship, Scottish Boys Championship
- 2000: Scottish Amateur Championship, Scottish Golfer of the Year
- 2001: St Andrews Links Trophy, Scottish Golfer of the Year

#### Teams
- Walker Cup: 2001 (winnaars)
- Eisenhower Trophy: 2000
- St Andrews Trophy: 2000 (winnaars)
- Jacques Leglise Trophy: 1998 (winnaars)

## Professional
O'Hara werd in 2001 professional en speelt sindsdien wisselend op de Challenge Tour en de Europese Tour. Zijn beste resultaat op de Challenge Tour was een negende plaats in de rangorde van 2008. In 2009 speelde hij op de Europese Tour, waar hij twee top-10 plaatsen haalde. Hij moest weer naar de Tourschool, mocht direct door naar de finalefase en eindigde op de zevende plaats. In 2010 speelt hij op de Europese Tour.